# Kilopond
Kilopond (kp) je starší jednotkou síly dnes v soustavě SI nahrazena jednotkou newton.
Je definován jako tíha tělesa o hmotnosti 1 kilogram v místě s tíhovým zrychlením 9,80665 m/s2, tj. při průměrné tíhové síle na zemském povrchu.
Jeden kilopond je z definice roven 9,80665 newtonu (tj. přibližně desetinásobek). Kilopond není ani nebyl součástí soustavy SI, jednotkou síly v soustavě SI je newton.
Kilopond byl však v minulosti široce používán a stále se s ním setkáváme třeba při udávání tahu tryskových motorů, kdy je označován jako kilogram síly (kgf, kilogram force).